# Leopold 2. af Toscana
Leopold 2. af Toscana, (født 3. oktober 1797 i Firenze, død 29. januar 1870 i Rom), fra Huset Habsburg-Lothringen, var storhertug af Toscana fra 1824 til 1859. 

## Forældre
Leopold 2. var søn af  storhertug Ferdinand 3. af Toscana og Louise af Begge Sicilier. Hans far var søn af kejser Leopold 2. (Tysk-romerske rige). Hans mors forældre var Ferdinand 1. af Begge Sicilier og Maria Karolina af Østrig.

## De første regeringsår
Den 18. juni 1824 blev Leopold 2. sin fars efterfølger som storhertug af Toscana. I de første 20 år af sin regeringstid fremmede han den indre udvikling af staten. Hans styre var det mildeste og mindst reaktionære i de italienske stater. Selv om han blev påvirket af Østrig, så nægtede han at bruge de østrigske hårde metoder til at regere landet. Han tillod en vis pressefrihed, og mange politiske flygtninge fik lov til at slå sig ned i Toscana.

## Revolution
I 1840'erne var der voksende uro over hele Italien. Den 9. februar 1849 blev Toscana udråbt til republik, og storhertugen flygtede til Gaeta i provinsen Latina. Francesco Domenico Guerrazzi blev udråbt til diktator. 
I april samme år blev landet invaderet af en østrigsk hær, og Leopold 2. blev genindsat som storhertug. 

## Senere år
I 1852 genindførte Leopold 2. den gamle forfatning. Den 21. juli 1859 abdicerede han til fordel for sin søn Ferdinand 4. af Toscana. Begivenhederne første hurtigt til, at Toscana blev indlemmet i Kongedømmet Sardinien, og Ferdinand 4. kom aldrig til at regere. 
I de sidste år af sit liv boede Leopold 2. i østrigsk Bøhmen.

## Første ægteskab
Leopold 2. giftede sig den 16. november 1817 med Maria Anna af Sachsen (1799-1832). Hun var datter af prins Maximilian af Sachsen og Caroline af Parma. Hendes mors forældre var hertug Ferdinand 1. af Parma og Maria Amalia af Østrig. 

### Børn i første ægteskab
- ærkehertuginde Karolina af Toscana (1822-1841).
- ærkehertuginde Augusta af Toscana (1825-1864). Gift med Luitpold af Bayern, der blev Bayerns prinsregent fra 1886 til 1912.
- ærkehertuginde Maria Maximiliane af Toscana (1827-1834).

## Andet ægteskab
Den 7. juni 1833, giftede Leopold sig igen. Denne gang med Marie Antoniette af Begge Sicilier (1814-1898). Hun var datter af Frans 1. af Begge Sicilier og Maria Isabella af Spanien. 

### Børn i andet ægteskab
- ærkehertuginde Maria Isabella af Toscana (1834-1901). Gift med sin morbror Francesco di Paola, hertig di Trapani, yngste søn af Frans 1. af Begge Sicilier og Maria Isabella af Spanien.
- Ferdinand 4. af Toscana (1835–1908).
- ærkehertuginde Maria Theresa af Toscana (1836-1838).
- ærkehertuginde Maria Christina af Toscana (1838-1849).
- ærkehertug Karl Salvator af Toscana (1839-1892). Gift med Maria Immaculata af Begge Sicilier, datter af Ferdinand 2. af Begge Sicilier og Maria Theresa af Østrig.
- ærkehertuginde Maria Anna af Toscana (1840-1841).
- ærkehertug Rainer af Toscana (1842-1844).
- ærkehertuginde Maria Louisa af Toscana (1845-1917). Gift med fyrst Karl zu Ysenburg.
- ærkehertug Ludwig Salvator af Toscana (1847-1915) ogift
- ærkehertug Johann Salvator af Toscana (1852-1891 ?) (Han blev meldt savnet på havet i 1891). Der har været spekulationer om, at han overlevede, og at han derefter levede under et alias (Johann Orth eller Herman Köhler).